# Schenley Industries

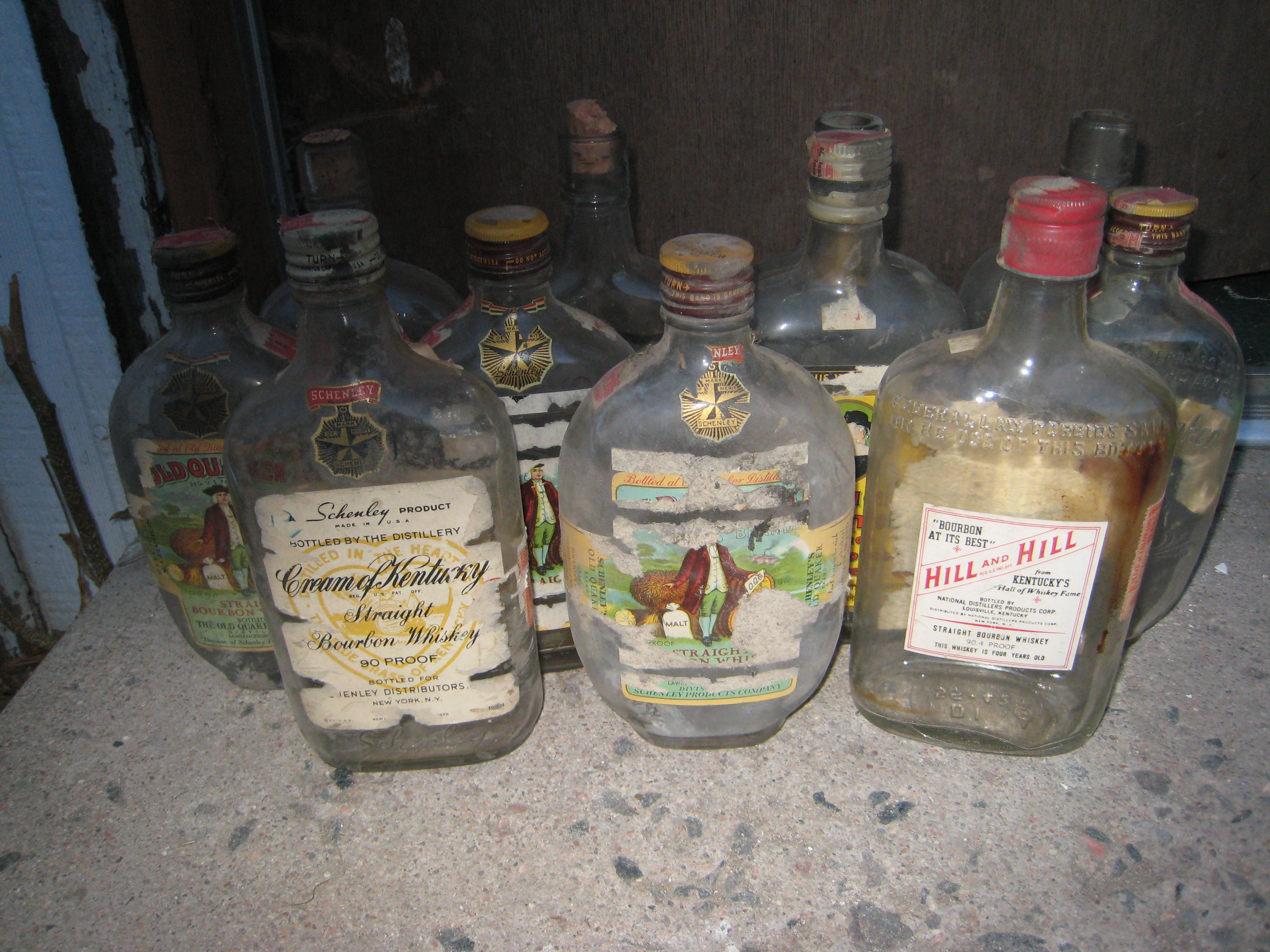
Alte Flaschen der Schenley Destillerie

Schenley Industries ist eine ehemalige US-amerikanische Getränkefirma, die sich auf alkoholische Getränke spezialisiert hatte. Sie wurde 1892 als Schenley Distillery gegründet und 1987 von Guinness aufgekauft. Zwischen 1934 und 1937 war Schenley der größte Spirituosenhersteller in den USA.

## Geschichte

### Gründung bis Ende der Prohibition
Der Chemiker Frank Sinclair, sein Bruder und ein Partner namens Henry Bischoff fanden einen untertage verlaufenden Fluss in der Nähe der Beuge des Allegheny Rivers und seines Nebenflusses Kiskiminetas River, nordöstlich von Pittsburgh. Die drei Partner kauften das über dem Fluss verlaufende Land der Besitzerin Mary Schenley ab und gründeten darauf 1892 die Schenley Distillery. In dieser Destillerie wurde Bourbon hergestellt.
Während der Prohibition durfte Schenley unter Regierungsaufsicht und strengen Auflagen medizinischen Alkohol produzieren. Um auch darüber hinaus wirtschaftlich tätig sein zu können, wurde die Schenley Products Company gegründet. Über die gesamte Zeitspanne der Prohibition wurde von dieser eine große Zahl stillgelegter Brennereien aufgekauft, darunter auch die ursprüngliche Schenley-Destillerie.
Als Spekulationsanlage kaufte das Unternehmen 1924 240.000 Kästen der Marke „Old Overholt Rye“ – dies war ein für die politischen Umstände der Zeit und aufgrund seines großen Volumens bemerkenswerter Kauf. 1930 wurde eine ähnliche Investition durchgeführt: Für insgesamt 3,5 Millionen US-Dollar erstand Schenley Whiskey der Large Distillery. Nach dem Ende der Prohibition wurde Schenley von Lewis S. Rosenstiel gekauft, welcher schon zuvor im Spirituosenmarkt tätig war. Er fand mit den großen gelagerten Mengen an Whiskey und den aufgekauften Destillerien hervorragende Ausgangsbedingungen vor.

### Aufstieg bis in die Nachkriegszeit
1933 wurde die Schenley Distillers Corporation in Delaware offiziell angemeldet. Vorstandsvorsitzender wurde der Eigentümer Rosenstiel, als Präsident wurde Harold Jacobi eingesetzt. Die Schenley Distillers Corporation kaufte für 820.000 US-Dollar den gesamten Kapitalstock der Schenley Products Company und war somit die neue Mutterfirma des entstehenden Konzerns. Um neues Kapital vom Markt zu erhalten, entschloss man sich, an die Börse zu gehen – der Börsengang wurde von der Investmentbank Lehman Brothers durchgeführt. Zu dieser Zeit war Schenley hinter Seagram bereits die zweitgrößte Destillerie in den Vereinigten Staaten. Noch im selben Jahr wurde ein neuer Brennereikomplex in Alladin gebaut.
In den folgenden Jahrzehnten gelang es dem Unternehmen, seinen Marktanteil weiter auszubauen. Dies geschah vornehmlich durch etliche erfolgreiche Akquisitionen (s. Tabelle unten). Im ersten Jahr nach dem Börsengang betrug der Jahresgewinn 6,9 Millionen US-Dollar bei einem Umsatz von 40,3 Millionen US-Dollar. Im nächsten Jahr stieg der Gewinn auf 8,0 Millionen Dollar, der Umsatz auf 63 Millionen Dollar. Um auch Exporte tätigen zu können, wurde die Tochterfirma Schenley International Corporation gegründet. Im selben Jahr akquirierte Schenley die New England Distilling Company in Covington, dem zu dieser Zeit weltgrößten Hersteller industriellen Rums. Im Jahr 1936 erwarb Schenley die Vertriebslizenz für Dewar’s Scotch Whiskey, welcher sich zu einem der Produktflaggschiffe Schenleys entwickelte.
Zwei Unglücke in den 1930er Jahren wurden überstanden: 1934 zerstörte ein Feuer ein Lagerhaus mit 18.000 Fässers in Lexington. Im Jahr 1937 kämpften etliche der Destillerien Schenleys mit der Überflutung des Ohio River.
Zwischen 1934 und 1937 war Schenley bereits der größte Spirituosenhersteller in den USA. Man entschloss sich, den Firmensitz nach New York zu verlegen – hier mietete Schenley Büros im Empire State Building. In den folgenden Jahren kaufte Schenley weiter kleinere Brennereien auf und erhielt von 1938 bis 1943 die Vertriebslizenz für Bacardi-Rum. Während des Zweiten Weltkriegs produzierte das Unternehmen über 200 Millionen Gallons „war alcohol“ (“Kriegsalkohol”) und unter dem Namen Schenley Laboratories Penicillin für die United States Army.
1943 diversifizierte man sich erstmals in den Biermarkt: Es wurde die Valentin Blatz Brewing Company, eine der großen Brauereien in Milwaukee, für 6 Millionen Dollar gekauft. Zwei Jahre später erfolgte die erste internationale Akquisition: Companie Ron Carioca Destilleria (San Juan). 1946 wird Schenley der Allein-Importeur des mexikanischen Kaffeelikörs Kahlúa und eröffnete unter dem Namen Schenley de Mexico eine Brennerei in Mexiko-Stadt.
1949 wurde die Schenley Industries Inc. als neue Mutterfirma gegründet.
Zwischen 1950 und 1964 führte Schenley weitere Akquisitionen in der Spirituosen- und Weinindustrie durch. 1957 wurde Schenlabs Pharmaceuticals gegründet, welche jedoch schon drei Jahre später an die Rexall Drug and Chemical Company verkauft wurde.
Seit 1955 ist der kanadische Blend Schenley OFC (für „Original Fine Canadian“) im Handel und war zur zahlreiche Auszeichnungen erhaltenen Hauptmarke der Firma geworden.
1958 baute Schenley die erste Brennerei des 20. Jahrhunderts im schottischen Speyside, die Tormore-Distillery, welche heutzutage trotz ihres geringen Alters bereits unter Denkmalschutz steht. Im gleichen Jahr trennte sich Schenley von der Valentin Blatz Brewing Company und verkaufte sie an die Pabst Brewing Company.

### Arbeitskampf in den 1960ern
Im Jahr 1965 initiierte der Arbeitskämpfer César Chávez mit der National Farm Workers Association ein Boykott gegen Schenley-Produkte, um für die Bildung einer Gewerkschaft für Landarbeiter auf Weinfeldern zu kämpfen. Grund für das Boykott waren niedrige Löhne und schlechte Arbeitsbedingungen. Das Boykott fand auch aufgrund der Unterstützung durch die Student Nonviolent Coordinating Committee und den Congress of Racial Equality landesweit Aufmerksamkeit und Schenley schloss 1966 einen Gewerkschaftsvertrag mit der Arbeiterschaft.
Obwohl auch andere Bürgerrechtsorganisationen aufgefordert wurden, das Boykott öffentlich zu unterstützen, hielten sich beispielsweise die National Association for the Advancement of Colored People (NAACP) und die Southern Christian Leadership Conference heraus. Grund hierfür waren die guten Beziehungen, die Schenley mit diesen Organisationen pflegte: So unterstützte das Unternehmen die NAACP im Jahr 1965 mit 50.000 Dollar und begann, Stipendien für afroamerikanische Studenten auszuschreiben. Es ist umstritten, ob diese offene Unterstützung unter anderem aus dem Kalkül getätigt wurde, die Aufmerksamkeit des afroamerikanischen Marktes auf Schenley zu richten.

### Schenley unter Meshulam Riklis und Verkauf an Guinness
1968 beschloss der seit 1933 tätige Vorstandsvorsitzende Rosenstiel den Verkauf Schenleys an die Rapid American Corporation des israelischen Investors Meshulam Riklis.
1987 wurde Schenley für 480 Millionen Dollar von der Tochterfirma United Distillers Co. der Guinness-Brauerei aufgekauft. Zu dieser Zeit betrug der Jahresgewinn circa 65 Millionen Dollar bei einem Jahresumsatz von circa 500 Millionen Dollar. Schenley war der sechstgrößte Vertreiber von Spirituosen in den USA.
Der Verkauf von Schenley an Guinness war von Kontroversen geprägt. Laut Presseberichten kam der Kauf insbesondere aufgrund der Verwicklung von Riklis in der Übernahme der United Distillers Co. durch Guinness zustande. Angeblich habe Riklis über fünf Prozent der Aktien von Guinness gekauft, um deren Preis zu erhöhen – mithilfe des eingenommenen Gelds wurde dann die United Distillers Co. übernommen. Im Gegenzug habe Riklis die Verlängerung des Distributionsvertrags sowie das amerikanische Markenzeichen von Dewar Whiskey erhalten. Durch den Verkauf Schenleys distanzierte sich Riklis von diesen Vorwürfen.

## Akquisitionen durch Schenley
Die folgende Tabelle listet Akquisitionen des Schenley-Konzerns – sie erhebt keinen Anspruch auf Vollständigkeit. Manche der gelisteten Unternehmen wurden als eigenständige Tochterfirmen dem Portfolio hinzugefügt, bereits vorhandenen Tochterfirmen einverleibt, während andere umfirmiert, verkauft oder stillgelegt wurden.
| Name                                             | Jahr          | Stadt                            | Bundesstaat / Land    |
| ------------------------------------------------ | ------------- | -------------------------------- | --------------------- |
| A. B. Blanton Small Tub Distilling Co.           | zw. 1920–1933 |                                  |                       |
| Eastern Distillers Syndicate                     | zw. 1920–1933 |                                  |                       |
| John T. Barbee Co.                               | zw. 1920–1933 | Louisville                       | Kentucky              |
| Joseph S. Finch & Company                        | zw. 1920–1933 |                                  |                       |
| Gibson Distilling Company                        | zw. 1920–1933 | Philadelphia                     | Pennsylvania          |
| Greenbrier Distilling Company                    | zw. 1920–1933 | Nelson County                    | Kentucky              |
| Melvale Distilling Co.                           | zw. 1920–1933 | Baltimore                        | Maryland              |
| Monticello Distillery Co.                        | zw. 1920–1933 | Baltimore County                 | Maryland              |
| Napa Valley Wine & Brandy Co., Inc.              | zw. 1920–1933 |                                  |                       |
| Sam Thompson Gibson Distilleries Company         | zw. 1920–1933 | West Brownsville                 | Pennsylvania          |
| George T. Stagg Distillery                       | 1929          | Frankfort                        | Kentucky              |
| James E. Pepper & Co.                            | 1933          | Lexington                        | Kentucky              |
| W. P. Squibbs and Company                        | 1933          | Lawrenceburg                     | Indiana               |
| New England Distilling Company                   | 1934          | Covington                        | Kentucky              |
| Bernheim Distillery Company                      | 1936          | Louisville                       | Kentucky              |
| American Eagle Distillery                        | 1939          | Phoenix                          | Arizona               |
| Oldetyme Distilling Company                      | 1940          | Limestone Springs und Cedarhurst | Kentucky und Maryland |
| Crest Blanca Wine Company                        | 1940          | Livermore                        | Kalifornien           |
| John A. Wathen Distillery Company                | 1941          | Lebanon                          | Kentucky              |
| Buffalo Springs Distillery                       | 1941          | Stamping Ground                  | Kentucky              |
| Pan American Distillery                          | 1942          | Phoenix                          | Arizona               |
| Valentin Blatz Brewing Company                   | 1943          | Milwaukee                        | Wisconsin             |
| Central Winery                                   | 1943          |                                  | Kentucky              |
| Colonial Grape Products Companies                | 1943          |                                  | Kalifornien           |
| Quebec Distillers Inc.                           | 1945          | Québec                           | Québec, Kanada        |
| Bardstown Distillery                             | 1945          | Bardstown                        | Kentucky              |
| Companie Ron Carioca Destilleria                 | 1945          | San Juan                         | Puerto Rico           |
| Pebbleford Distillery                            |               |                                  | Kentucky              |
| Namenlose Destillerie im Besitz der US-Regierung | 1950          | Kansas City                      | Missouri              |
| American Wine Company                            | 1950          |                                  |                       |
| Dubonnet Wine Corporation                        | 1955          |                                  |                       |
| Seager, Evans & Company Ltd                      | 1956          | London                           | England               |
| Park and Tilford Distillers Corporation          | 1958          |                                  |                       |
| A. H. Riise Chemical and Distillers Corporation  | 1961          |                                  |                       |
| Buckingham Corporation                           | 1964          |                                  |                       |

## Trivia
- Schenley war der Produzent des kanadischen Whiskeys „Schenley Reserve“, welcher auch „Schenley Black Label“ genannt wurde. Dieser war der einzige Whiskey, der den auf den Midwayinseln stationierten amerikanischen U-Boot-Offizieren verfügbar war. Er wurde von diesen aufgrund seines Geschmacks auch als „Schenley’s Black Death“ bezeichnet.
- Bei der Kollision eines Bombers mit dem Empire State Building im Jahr 1945 rettete ein Schenley-Angestellter das Leben von über 40 Menschen.
- Schenley Industries führte 1953 eine jährliche Auszeichnung für den besten Spieler der Canadian Football League ein, den „Schenley Award“. Heute heißt dieser Preis „CFL’s Most Outstanding Player Award“.
- 1976 veröffentlichte Schenley im Rahmen der United-States-Bicentennial-Festivitäten das Buch „The Little Black Book 1976“, welches sich mit afroamerikanischer Geschichte auseinandersetzt.